# Rhode biscutata
Rhode biscutata är en spindelart som beskrevs av Simon 1893. Rhode biscutata ingår i släktet Rhode och familjen ringögonspindlar. Inga underarter finns listade i Catalogue of Life.